# Weinmannia marquesana
Weinmannia marquesana ist eine Pflanzenart aus der Gattung Weinmannia innerhalb der Familie der Cunoniaceae. Sie ist ein Endemit der im südlichen Pazifik gelegenen Marquesas-Inseln.

## Beschreibung

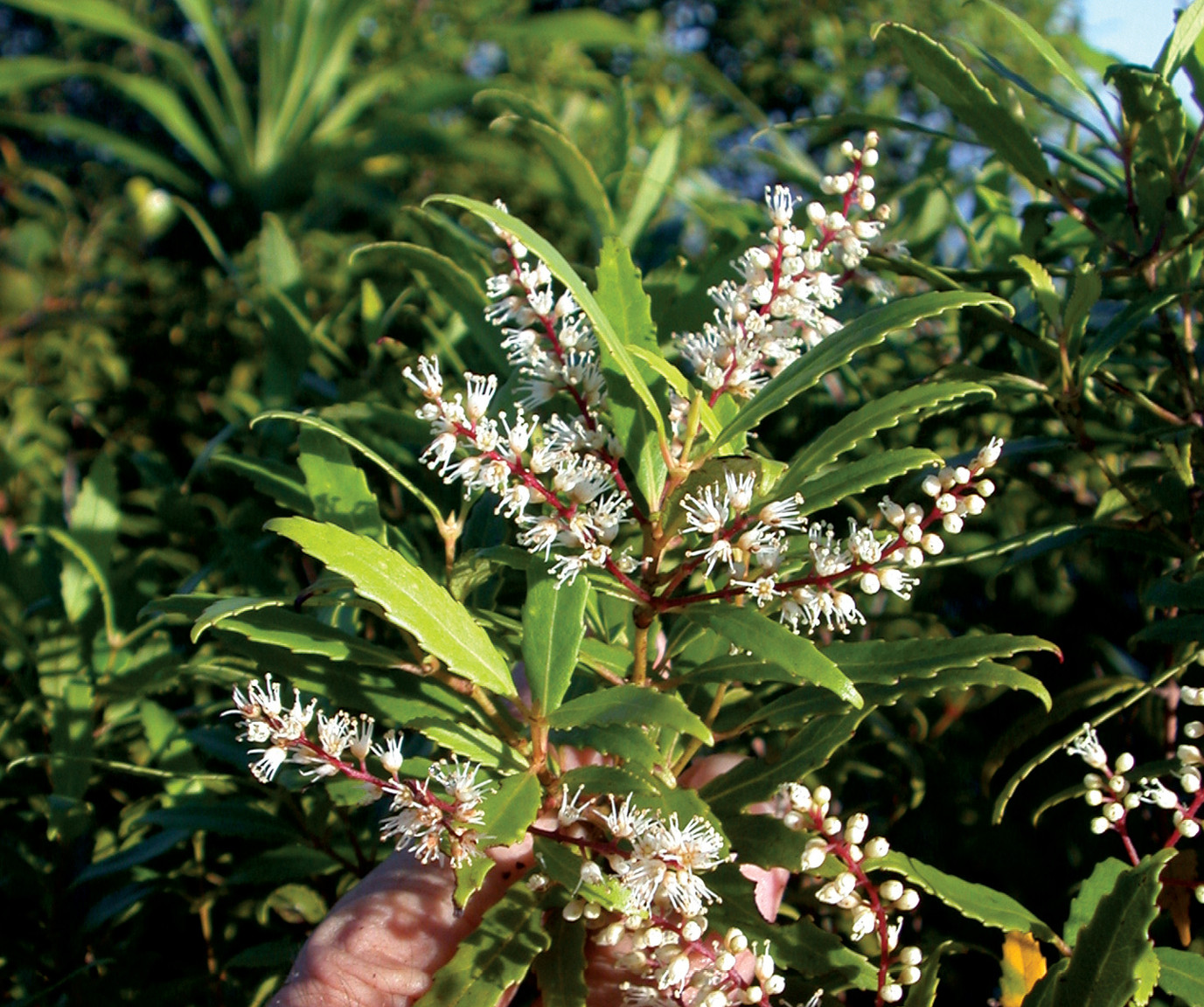
Zweig mit männlichen Blüten von Weinmannia marquesana var. angustifolia

### Vegetative Merkmale
Die Weinmannia marquesana wächst als Strauch oder kleiner Baum, seltener auch als Halbstrauch, der Wuchshöhen von 0,6 bis 10 Meter und Brusthöhendurchmesser von bis zu 35 Zentimetern erreichen kann. Die Äste sind meistens gegabelt. Die stielrunden Zweigen haben einen Durchmesser von 0,8 bis 2 Millimeter. Die rötlich braune Rinde ist annähernd unbehaart oder dicht mit striegeligen, filzigen oder feinen, anfangs blass braunen Haaren bedeckt, welche zwischen 0,5 und 0,9 Millimeter lang werden. Die Stammrinde verkahlt mit der Zeit.
Die einfachen, selten auch dreizähligen Laubblätter stehen gegenständig angeordnet an den Zweigen und gliedern sich in Blattstiel und Blattspreite. Der kahle bis filzig behaarte und leicht geflügelte Blattstiel ist 0,1 bis 2,5 Zentimeter lang sowie 0,7 bis 1 Millimeter dick und ist anfangs rot gefärbt. Die einfache, annähernd ledrige bis ledrige Blattspreite ist bei einer Länge von 1,6 bis 10 Zentimeter und einer Breite von 0,7 bis 4,5 Zentimeter elliptisch über eiförmig bis verkehrt-eiförmig-elliptisch geformt. Die Spreitenbasis ist keilförmig, stumpf oder gestutzt, die Spreitenspitze spitz oder zugespitzt und die nach unten eingerollten Spreitenränder sind fein gesägt bis gekerbt. Sowohl die Blattoberseite als auch die -unterseite sind kahl, nur der Mittelnerv kann auf beiden Seiten eine Behaarung aufweisen. Die früh abfallenden bis ausdauernden Nebenblätter sind bei einer Länge von 0,3 bis 5 Millimeter sowie einer Breite von 0,5 bis 2 Millimetern rundlich über annähernd eiförmig-elliptisch bis elliptisch-zungenförmig. Ihre Spitze ist meist abgerundet, kann aber auch diamantenförmig bis breit-eiförmig und längsgefaltet sein. Die Außenseite der Nebenblätter kann striegelhaarig oder kahl sein.

### Generative Merkmale
Weinmannia marquesana ist eingeschlechtig oder zwittrig. Die endständigen Blütenstände sind traubig und stehen einzeln oder in Gruppen von drei bis fünf an einen 0,8 bis 6,5 Zentimeter langen, fast kahlen oder spärlich bis dicht behaarten Blütenstandsschaft. Der Blütenstandsschaft kann bei var. angustifolia fehlen. Die Blütenstände selbst werden 2,5 bis 12 Zentimeter lang und erreichen Durchmesser von 2 bis 5 Zentimeter. Die 25 bis 40 Blüten stehen dicht angeordnet an der Blütenstandsachse.
Die relativ kleinen Blüten sind radiärsymmetrisch und vier- oder fünfzählig mit doppelter Blütenhülle und stehen an einen 0,8 bis 3 Millimeter langen, glatten oder behaarten Blütenstiel. Die reduzierten Tragblätter sind bei einer Länge von bis zu 1,6 Millimetern zungenförmig bis gekielt, können aber auch gänzlich fehlen. Die vier oder fünf breit eiförmigen Kelchblätter werden 0,6 bis 1 Millimeter lang sowie 0,5 bis 1,2 Millimeter breit und überlappen sich genauso wie die Kronblätter gegenseitig. Die vier oder fünf, länglichen Kronblätter sind weiß gefärbt und erreichen eine Länge von 1 bis 2 Millimeter sowie eine Breite von 0,7 bis 1,2 Millimeter. Die männlichen Blüten enthalten acht Staubblätter, welche doppelt so lang wie der Stempel sind sowie 2 bis 3 Millimeter lange Staubfäden und 0,4 bis 0,5 Millimeter lange, halbkugelige bis eiförmige Staubbeutel. Der meist behaarte Fruchtknoten der männlichen Blüten wird 0,6 bis 0,9 Millimeter groß während der Griffel rund 0,2 Millimeter groß ist und nach innen gebogen ist. Bei den weiblichen Blüten sind die Staubblätter etwa gleich lang wie der Stempel und die Staubfäden werden 0,4 bis 1,2 Millimeter lang. Die eiförmigen Staubbeutel sind etwa 0,2 Millimeter groß. Der unbehaarte weibliche Fruchtknoten wird 1,1 bis 1,5 Millimeter lang und die zwei Griffel erreichen eine Länge von 0,6 bis 1 Millimeter. Zwittrige Blüten haben 2,8 bis 3,5 Millimeter lange Staubfäden und der kahle bis leicht striegelig behaarte Fruchtknoten wird zwischen 1,5 und 2,2 Millimeter groß. Der Griffel erreicht eine Länge von 1,2 bis 1,4 Millimeter.
Die verkehrt-eiförmigen, zweikammerigen Kapselfrüchte werden 3 bis 7 Millimeter lang und zwischen 1,5 und 2,5 Millimeter dick. Sie sind anfangs grün und verfärben sich zur Reife hin leuchtend rot. Die Oberfläche der Früchte kann kahl oder striegelig behaart sein. Die fein behaarten, braunen Samen sind bei einer Länge von 0,6 bis 1 Millimeter sowie einer Dicke von 0,25 bis 0,4 Millimetern länglich bis eiförmig-elliptisch geformt. Sie weisen an ihren beiden Enden 0,3 bis 0,5 Millimeter lange Haarbüschel auf.

## Vorkommen
Das natürliche Verbreitungsgebiet von Weinmannia marquesana liegt auf den im südlichen Pazifik gelegenen Marquesas-Inseln. Es umfasst dort die Inseln Fatu Hiva, Hiva Oa, Nuku Hiva, Tahuata, Ua Huka und Ua Pou.

## Systematik
Die Erstbeschreibung von Weinmannia marquesana erfolgte 1935 durch Forest Buffen Harkness Brown in Bulletin of the Bernice P. Bishop Museum. Honolulu.
Es werden mehrere Varietäten innerhalb der Art unterschieden:
- Weinmannia marquesana var. angustifolia Lorence & W.L.Wagner kommt nur auf Tahuata vor.[1]
- Weinmannia marquesana var. marquesana ist die Nominatform und kommt auf allen im Verbreitungsgebiet gelegenen Inseln vor.[2]
- Weinmannia marquesana var. myrsinites (Fosberg & Sachet) H.C.Hopkins & J.Florence kommt nur auf Hiva Oa vor.[2]